# Tiguida

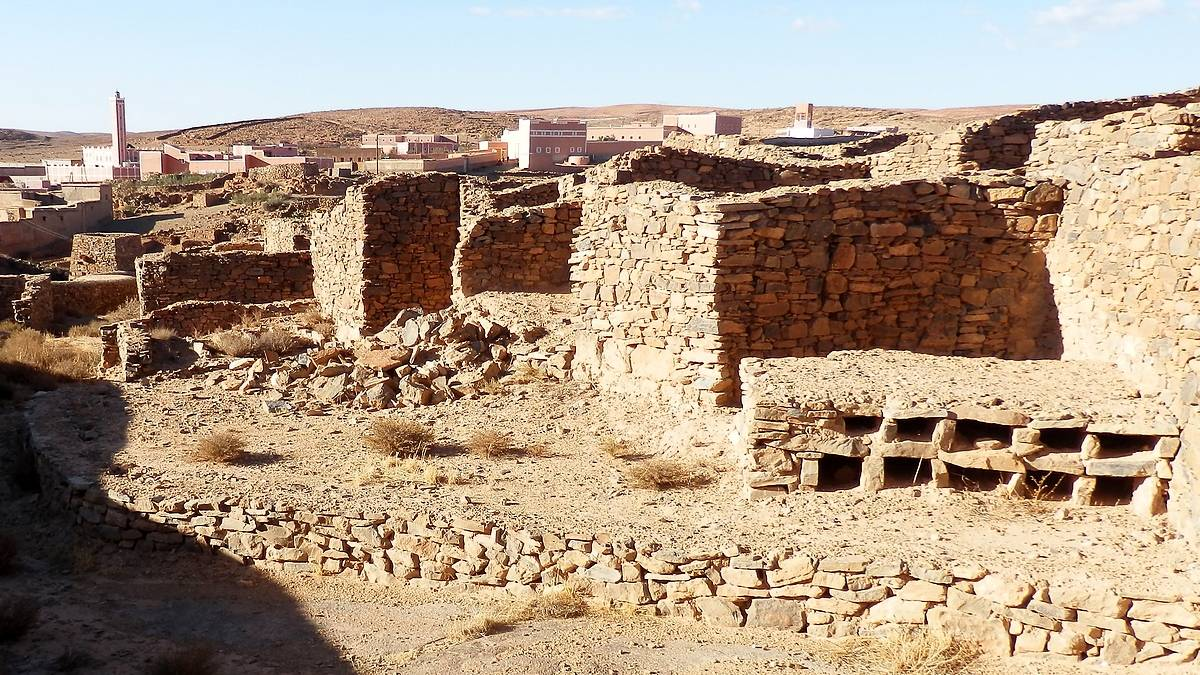
Tiguida – rekonstruierte Grundmauern des Ksar

Tiguida oder Agadir n'Tguida ist ein kleines Berberdorf (ksar) mit etwa 500 Einwohnern im südwestlichen Anti-Atlas in der Provinz Tiznit in der Region Souss-Massa im Süden Marokkos.

## Lage und Klima
Tiguida liegt ungefähr 54 km (Fahrtstrecke) südöstlich der Provinzhauptstadt Tiznit bzw. ca. 50 km südwestlich der von Touristen häufig besuchten Bergoase Tafraoute oder gut 65 km nördlich des Oasendorfs Amtoudi in den südwestlichen Ausläufern des Anti-Atlas-Gebirges in einer Höhe von ca. 650 m. Das Klima ist halbwüstenartig trocken und warm; der spärliche Regen (ca. 100 mm/Jahr) fällt überwiegend im Winterhalbjahr.

## Bevölkerung und Wirtschaft
Die allmähliche Aufgabe des alten Ortsteils führte zu einer Abwanderung eines Teils der Bevölkerung in die Großstädte des Nordens, von wo sie mit Geldtransfers ihre daheim gebliebenen Familien unterstützen. Die nicht abgewanderten Einwohner des Ortes leben – immer noch weitgehend nach den Prinzipien der Selbstversorgung – von den Erträgen der kleinen landwirtschaftlich nutzbaren Parzellen, auf denen Gerste, Weizen und Gemüse wie Bohnen oder Zwiebeln angebaut wird.

## Geschichte
Tiguida hat zu keiner Zeit in der marokkanischen Geschichte Erwähnung gefunden; die Berberkulturen waren allesamt schriftlos. Der alte Ortsteil dürfte in der ersten Hälfte des 20. Jahrhunderts noch bewohnt gewesen sein, doch ausbleibende Regenfälle haben seinen Untergang herbeigeführt oder beschleunigt.

## Sehenswürdigkeiten
- Der auf einem Felsplateau liegende alte Ortskern (ksar) mit seinen verwinkelten Gassen ist allseitig von einer (restaurierten) Mauer mit zwei vorspringenden Türmen umgeben. Der einzige, und noch dazu abgewinkelte Zugang befindet sich im Nordwesten.
- Die schon seit langem ruinierten Häuser im Innern des ksar sind aus kleinen Steinen und etwas Lehmmörtel gebaut. Die ehemals aus gras- und schilfbedeckten Palmholzstämmen gefertigten Flachdächer sind allesamt eingestürzt; nur bei zwei Häusern wurde das Dach restauriert. Keines der Hausdächer überragt die Umfassungsmauer.
- Im Ort gab es Bienenstöcke und kleine Wasserspeicher bzw. Zisternen.
- Ein ehemals wohl vorhandener Gebetsraum wurde nicht entdeckt; ein Minarett gab es nicht.